# Парамбуш
Парамбуш (порт. Parambos; МФА: [pɐ.ɾɐ̃.buʃ]) — парафія в Португалії, у муніципалітеті Карразеда-де-Ансіайнш. Розташована в північно-східній частині країни, на теренах історичної португальської провінції Трансмонтана. Входить до складу округу Браганса. За адміністративним поділом, чинним до 1976 року, терени парафії були складовою провінції Трансмонтана і Верхнє Дору. Належить до Брагансько-Мірандської діоцезії Католицької церкви. Патрон — святий Варфоломій. Площа — 11,1752 км². Населення — 247 ос. (2011). Слабо урбанізований регіон. Густота населення — 22,1 осіб/км²
. Код — 040311.

## Населення
| Кількість мешканців | Кількість мешканців | Кількість мешканців | Кількість мешканців | Кількість мешканців | Кількість мешканців | Кількість мешканців | Кількість мешканців | Кількість мешканців | Кількість мешканців | Кількість мешканців | Кількість мешканців | Кількість мешканців | Кількість мешканців | Кількість мешканців |
| ------------------- | ------------------- | ------------------- | ------------------- | ------------------- | ------------------- | ------------------- | ------------------- | ------------------- | ------------------- | ------------------- | ------------------- | ------------------- | ------------------- | ------------------- |
| 1864                | 1878                | 1890                | 1900                | 1911                | 1920                | 1930                | 1940                | 1950                | 1960                | 1970                | 1981                | 1991                | 2001                | 2011                |
| 578                 | 616                 | 632                 | 696                 | 676                 | 566                 | 595                 | 619                 | 651                 | 626                 | 403                 | 431                 | 420                 | 314                 | 247                 |